# Lance Barber
Lance Barber (Battle Creek, 29 giugno 1973) è un attore statunitense, noto soprattutto per il ruolo di George Cooper Sr. nella sit-com Young Sheldon.

## Biografia

### Formazione
Ha iniziato a recitare con il suo Drama Club della Pennfield High School (dove si diplomò nel 1991), seguito dal programma teatrale al Kellogg Community College.
La sua prima esperienza professionale venne anche a livello locale: prima al Barn Theatre e poi al Murder Mystery Theatre. 
Successivamente si spostò e esibì al Second City e Improv Olympic di Chicago, dove ha studiato con Del Close.

### Carriera
Lance si trasferì poi a Los Angeles nel 2000 per proseguire la sua carriera nel cinema e in televisione. Nel suo soggiorno a Los Angeles difatti, pochi anni dopo, riceve dei ruoli minori in produzioni importanti: nel 2003 nella sitcom targata Warner Bros. On the spot e poi nel 2005 nella serie The Comeback dell'emittente HBO.
Viene scritturato per ruoli minori in altrettanti importanti produzioni: nel 2011, per esempio, interpreta nella serie The Big Bang Theory il ruolo di Jimmy Speckerman, bullo di Leonard Hofstadter durante il liceo. Nel 2017 entra nel cast principale di Young Sheldon (spin-off di The Big Bang Theory), dove interpreta il ruolo di George Cooper Sr., padre di Sheldon Cooper.

## Filmografia

### Cinema
- Tenfold, regia di Zachary Zises (2002)
- Patching Cabbage, regia di Peter Rhoads - cortometraggio (2003)
- Bad Meat, regia di Scott Dikkers (2004)
- The Poet of Canis, regia di Bruno Bonugli - cortometraggio (2005)
- The Godfather of Green Bay, regia di Pete Schwaba (2005)
- The Lather Effect, regia di Sarah Kelly (2006)
- Breakdown, regia di Sascha Rothchild - cortometraggio (2006)
- For Your Consideration, regia di Christopher Guest (2006)
- In amore niente regole (Leatherheads), regia di George Clooney (2008)
- Shades of Ray, regia di Jaffar Mahmood (2008)
- Penny, regia di Benj Thall - cortometraggio (2010)
- Dead Cat, regia di Jay Reiss - cortometraggio (2010)
- Gangster Squad, regia di Ruben Fleischer (2013)
- Never Seen You Shine So Bright, regia di Anna Christopher - cortometraggio (2017)

### Televisione
- The Comeback - serie TV, 21 episodi (2005-2014)
- Una mamma per amica (Gilmore Girls) – serie TV, episodi 2x07-7x08 (2006-2007)
- Joey - serie TV, (2004-2006)
- Untitled Patricia Heaton Project, regia di Ted Wass - film TV (2006)
- The Mentalist - serie TV, episodio 1x06 (2008)
- Detective Monk (Monk) - serie TV, episodio 8x04 (2009)
- Grey's Anatomy – serie TV, episodio 6x18 (2010)
- C'è sempre il sole a Philadelphia (It's Always Sunny in Philadelphia) - serie TV, 11 episodi (2010-2018)
- The Big Bang Theory – serie TV, episodio 5x11, 12x10 (2011, 2018)
- How I Met Your Mother - serie TV, episodio 7x24 (2012)
- Baby Daddy - serie TV, episodio 1x08 (2012)
- Faking It - Più che amiche (Faking It) - serie TV, 8 episodi (2014-2016)
- Black-ish - serie TV, 2 episodi (2016-2017)
- Young Sheldon – serie TV, 106 episodi (2017-2024)
- Brooklyn Nine-Nine - serie TV, episodio 4x10 (2018)

## Doppiatori italiani
Nelle versioni in italiano dei suoi lavori, Lance Barber è stato doppiato da:
- Andrea Lavagnino in The Comeback (st. 1), The Big Bang Theory (ep. 5x11)
- Simone Crisari in Young Sheldon, The Big Bang Theory (ep. 12x10)
- Francesco De Francesco in The Comeback (st. 2-3)
- Claudio Fattoretto in CSI: Miami
- Giuliano Bonetto in Detective Monk
- Mario Bombardieri in Justified
- Gianluca Machelli in Grey's Anatomy
- Cesare Rasini in How I Met Your Mother
- Dario Oppido in Faking It - Più che amiche